# كانون جي اس (برنامج)
Cannon.js هو محرك فيزيائي ثلاثي الأبعاد مكتوب بلغه الجافا سكريبت مفتوح المصدر تم إنشاؤه بواسطة Stefan "schteppe" Hedman. على عكس مكتبات محركات الفيزياء المنقولة من C ++ إلى الجافا سكريبت، فإن cannon.js مكتوب بلغة الجافا سكريبت منذ البداية حيث يمكنة ذلك من الاستفادة من جميع ميزاته. في مقارنة اجريت عام 2013 مع Ammo.js ، تم اكتشاف ان cannon.js «أكثر إحكاما، وأكثر قابلية للفهم، وأكثر قوة فيما يتعلق بأدائه وكذلك أسهل في الفهم»، ولكن لم يكن لديه العديد من الميزات.

## المميزات
Cannon.js يدعم الأشكال التالية: الاجسام كروى ة، مربات، اسطوانات، متعدد الوجوه محدب، الجسيمات، و heightfield . تطابق هذه المجموعة من الأشكال المجموعة التي تستخدمها محركات العرض مثل Three.js و Babylon ، لكنها ليست كاملة. على سبيل المثال، لا يكفي لـ X3DOM ،  تطبيق X3D الذي يسمح بتضمين رسومات ثلاثية الأبعاد في صفحات الويب دون الحاجة إلى مكون إضافي.
يطبق محرك الفيزياء ديناميكيات الجسم الصلب، واكتشاف الاصطدام المنفصل، وحل قيود Gauss-Seidel. يمكن إجراء محاكاة القماش 
يمكن استخدام Cannon.js مع Three.js و Babylon.js   عارضات WebGL لإنشاء مشاهد ثلاثية الأبعاد قائمة على الفيزياء. يمكن استخدامه أيضًا لتوفير مزامنة فيزياء الشبكات للألعاب متعددة اللاعبين عبر الإنترنت باستخدام Lance.gg 

## مثال[12]
يُنشئ نموذج التعليمة البرمجية أدناه كرة على مستوى، ويخطو خطوات المحاكاة، ويطبع محاكاة المجال إلى وحدة التحكم. لاحظ أن Cannon.js يستخدم وحدات SI (متر، كيلوغرام، ثانية، إلخ).
```
//إعداد عالمنا

var
 
world
 
=
 
new
 
CANNON
.
World
();

world
.
gravity
.
set
(
0
,
 
0
,
 
-
9.82
);
 
// m/s²

// إنشاء كرة

var
 
radius
 
=
 
1
;
 
// m

var
 
sphereBody
 
=
 
new
 
CANNON
.
Body
({

   
mass
:
 
5
,
 
// kg

   
position
:
 
new
 
CANNON
.
Vec3
(
0
,
 
0
,
 
10
),
 
// m

   
shape
:
 
new
 
CANNON
.
Sphere
(
radius
)

});

world
.
addBody
(
sphereBody
);

//إنشاء مستوى

var
 
groundBody
 
=
 
new
 
CANNON
.
Body
({

    
mass
:
 
0
 
// mass == 0 makes the body static

});

var
 
groundShape
 
=
 
new
 
CANNON
.
Plane
();

groundBody
.
addShape
(
groundShape
);

world
.
addBody
(
groundBody
);

var
 
fixedTimeStep
 
=
 
1.0
 
/
 
60.0
;
 
// seconds

var
 
maxSubSteps
 
=
 
3
;

//بدء حلقة المحاكاة

var
 
lastTime
;

(
function
 
simloop
(
time
){

  
requestAnimationFrame
(
simloop
);

  
if
(
lastTime
 
!==
 
undefined
){

     
var
 
dt
 
=
 
(
time
 
-
 
lastTime
)
 
/
 
1000
;

     
world
.
step
(
fixedTimeStep
,
 
dt
,
 
maxSubSteps
);

  
}

  
console
.
log
(
"Sphere z position: "
 
+
 
sphereBody
.
position
.
z
);

  
lastTime
 
=
 
time
;

})();

```

## روابط خارجية
- الموقع الرسمي
- مستودع كود المصدر